# Міністерство сільського господарства Хорватії
Міністерство сільського господарства Хорватії (хорв. Ministarstvo poljoprivrede Hrvatske), до 23 грудня 2011 року Міністерство сільського господарства, рибальства та сільського розвитку (хорв. Ministarstvo poljoprivrede, ribarstva i ruralnog razvoja), з 2024 року Міністерство сільського господарства, лісівництва та рибальства (хорв. Ministarstvo poljoprivrede, šumarstva i ribarstva) — центральний орган виконавчої влади Республіки Хорватія, який на державному рівні відповідає за:
- сільське господарство;
- розвиток сільських районів;
- продукти харчування та тютюнової промисловості;
- рибне господарство;
- ветеринарію;
- якість сільськогосподарської продукції та продовольства;
- безпеку харчових продуктів тваринного походження і кормів для тварин;
- землі сільськогосподарського призначення;
- діяльність прикордонної інспекції захисту рослин і прикордонного ветеринарного контролю;
- започаткування процесу консолідації земель і керування ним, за винятком справ, пов'язаних з майновим правом;
- впорядкування питань щодо земель сільськогосподарського призначення, за винятком справ, пов'язаних з майновим правом;
- перевірку діяльності в сільському господарстві, рибальстві, якості води, сільськогосподарської і харчової продукції та ветеринарії;
- реалізацію політики стимулювання в сільському господарстві і рибальстві та їхня адаптація до критеріїв СОТ;
- визначення і координація додаткових джерел фінансування сільського господарства, рибного господарства та переробки сільськогосподарської продукції з бюджетних ресурсів;
- сільськогосподарські кооперативи;
- захист сортів сільськогосподарських рослин;
- охорону земель сільськогосподарського призначення;
- нормативну базу для ведення обліку сільськогосподарських угідь, господарювання і розпоряджання сільськогосподарськими угіддями що в державній власності;
- передання сільськогосподарських земель будівництву;
- визначення відносин і умов виробництва, збуту і використання пестицидів та інших засобів захисту рослин у сільському господарстві;
- законодавче визначення умов виробництва вина та інших виробів з винограду і вина; вжиття заходів щодо виявлення та запобігання інфекційним захворюванням, а також призначення умов і порядку проведення дезінфекції, дезінсекції та боротьби зі шкідниками;
- проведення межі між внутрішнім і зовнішнім риболовним морем, розмічання рибальських зон та встановлення цілей, видів і кількості знарядь лову та обладнання, які можуть бути використані в ділянці рибальства.
- координацію та узгодження політики хорватського сільського господарства та розвитку сільських районів з відповідними політичними курсами ЄС;
- реалізацію Угоди про стабілізацію і асоціацію та проектів програми CARDS та інших форм міжнародної допомоги і договорів у частині, що стосується сільського господарства, харчування, розвитку сільського господарства та рибальства ЄС;
- встановлення умов праці та контролю у тваринному виробництві та при забої худоби і переробці продуктів тваринного походження;
- вимоги до навантаження, розвантаження та перевезення тварин;
- координацію роботи служби розповсюдження сільськогосподарських знань, поліпшення сільськогосподарської кооперації та всіх форм об'єднання в сільському господарстві і рибальстві; проведення переговорів в галузі сільського господарства і рибальства в рамках СОТ та процесу вступу Хорватії в ЄС.